# Oswald von Kielmansegg

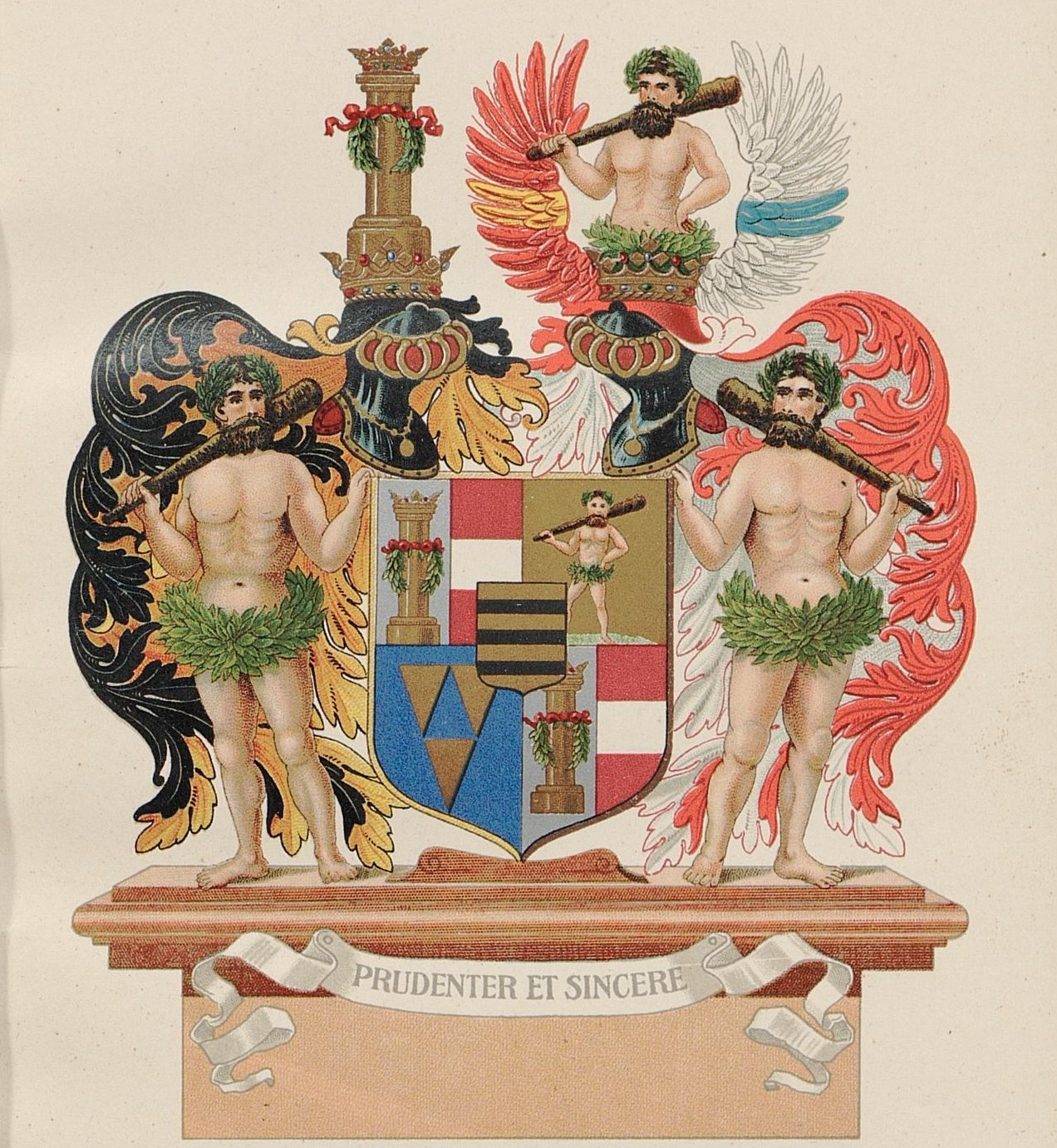
Wappen der Grafen von Kielmansegg (1723)

Oswald Graf von Kielmansegg, vollständig Oswald August Ernst Adolf Karl Graf von Kielmansegg(e) (* 17. Juli 1838 in Hannover; † 24. September 1896 in Schrattenau bei Gmunden) war ein deutscher Offizier in K.u.k. Diensten, zuletzt Feldmarschallleutnant.

## Leben
Oswald von Kielmansegg entstammte dem holsteinisch/hannoverschen Zweig der Familie Kielmansegg(e), der in besonderer Weise mit dem Welfenhaus verbunden war. Er war der dritte Sohn des hannoverschen Ministerpräsidenten Eduard von Kielmansegg und dessen Frau Juliane von Zesterfleth. Der k.u. k. Marineoffizier Alexander von Kielmansegg war sein ältester Bruder; der spätere Statthalter von Niederösterreich und 1895 kurzzeitige Ministerpräsident von Cisleithanien Erich von Kielmansegg war sein jüngerer Bruder.
Wie sein ältester Bruder ging er in österreichische Militärdienste. Am 1. Oktober 1853 kam er auf die Theresianische Militärakademie, musste diese aber krankheitshalber am 22. September 1855 verlassen. Nach Wiederherstellung seiner Gesundheit trat er im Jahre 1856 als Kadett in das k.u.k. Dragonerregiment „Fürst zu Windisch-Graetz“ Nr. 14 ein. Am 1. März 1858 wurde er Leutnant im K.k. Dragonerregiment „Oberst Ferdinand IV. Salvator“, Großherzog von Toskana Nr. 8. Am 1. April 1859 wurde er zum Oberleutnant bei den Ludwig Graf v. Wallmoden-Gimborn Kürassieren Nr. 6 befördert.
Kurz vor dem Ausbruch des Deutschen Krieges wurde er am 17. Mai 1866 unter Beförderung zum Rittmeister 2. Klasse in die Leibgarde-Gendarmerie (ab 1868 k.u.k. Leibgardereitereskadron) versetzt, die mit dem Schutz der kaiserlichen Institutionen in Wien betraut war. Im Feldzug während des Krieges diente er als Ordonnanzoffizier beim Feldzeugmeister Graf August von Degenfeld-Schonburg, dem Kommandanten des Floridsdorfer Brückenkopfes. Mehrfach wurde er zu besonderen Missionen im preußischen Hauptquartier kommandiert. Am 1. November 1867 wurde Kielmansegge im gleichen Rang in das k.u.k. Dragonerregiment „Nikolaus I. Kaiser von Rußland“ Nr. 5 versetzt und schon am 1. Dezember desselben Jahres in das k.u.k. Ulanenregiment „Erzherzog Carl“ Nr. 3.
Anschließend erfolgte seine Kommandierung zur Stabsoffiziersausbildung an die k.u.k. Kriegsschule. Nach deren erfolgreichem Abschluss wurde er im September 1873 dem Generalstab zugeteilt, bis 1874 im Landesbeschreibungs-Bureau, dann als Generalstabsoffizier bei der 1. Infanterie-Truppen-Division in Wien. Am 1. Mai 1876 kam er in das k.u.k. Ulanenregiment „Fürst zu Schwarzenberg“ Nr. 2, wo er am 1. November 1882 zum Regiments-Kommandanten ernannt und am 1. Mai 1883 zum Oberst befördert wurde. Am 29. Dezember 1888 erfolgte seine Ernennung zum Kommandanten der 21. Kavallerie-Brigade und am 1. Mai 1889 seine Beförderung zum Generalmajor. Ab dem 24. September 1889 kommandierte Kielmansegge die 8. Kavallerie-Brigade in Prag.

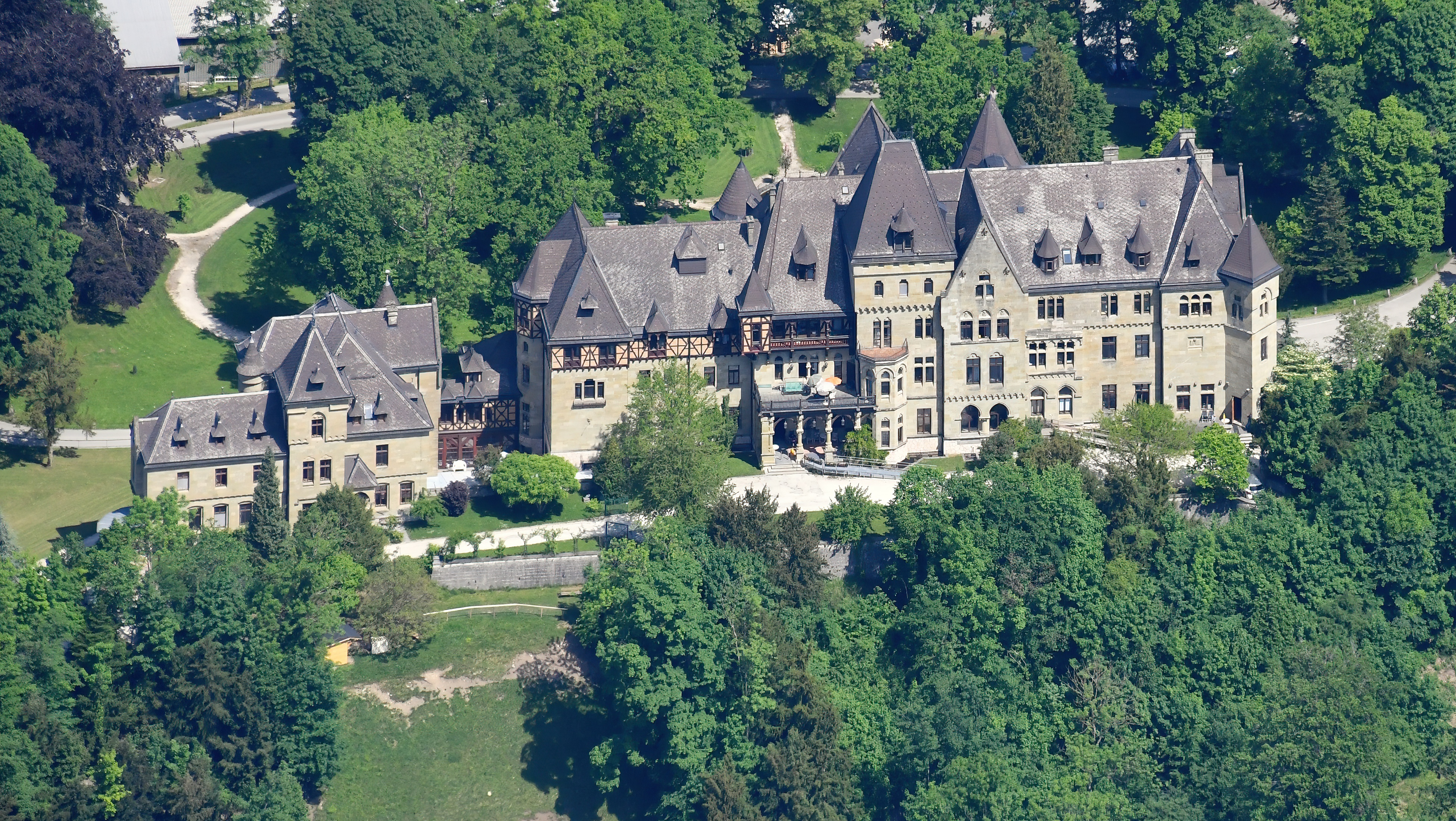
Schloss Cumberland

Mit Wirkung vom 3. Dezember 1891 wurde er beurlaubt, um als Obersthofmeister die Leitung der Hofhaltung des Herzogs von Cumberland Ernst August von Hannover (1845–1923) im damals neuen Schloss Cumberland in Gmunden zu übernehmen. In dieser Stellung erfolgte am 6. Mai 1894 seine Beförderung zum Feldmarschallleutnant.
Durch Erbgang nach dem Tod von Karl von Wallmoden-Gimborn, dem Halbbruder seiner Großmutter väterlicherseits, 1883 kamen Kielmansegg und seine Nachkommen in den Besitz der Wallmodenschen Güter Heinde, Walshausen und Uhry in der nunmehr preußischen Provinz Hannover.
Im Alter von 58 Jahren starb Oswald von Kielmansegg in der Nacht vom 24. auf den 25. September 1896 plötzlich im abgelegenen herzoglichen Jagdhaus Schrattenau bei Gmunden. Er wurde in Gmunden beigesetzt, wo sein Grabstein in der Friedhofskapelle erhalten ist.
Kielmansegg, ursprünglich evangelisch, war zur römisch-katholischen Kirche konvertiert. Seit dem 28. November 1867 war er mit der Sternkreuz-Ordensdame Leontine Gräfin von Paar verheiratet, einer Tochter des Fürsten Karl von Paar (1806–1881). Das Paar hatte mehrere Töchter, darunter Julie (* 1868), Hofdame der Herzogin von Cumberland, und Ida (* 1877), die Maximilian Freiherr von Vittinghoff (1845–1926) heiratete, sowie die Söhne Karl (1871–1953), dessen Beziehung zur Tänzerin Ninan Conti 1896 einen Skandal auslöste, später k.u.k. Konsul in Warna und Erbe von Gülzow (Lauenburg), Eduard (1874–1941), der Gabriele von Wrede, Tochter des Fürsten Nikolaus von Wrede, heiratete und die hannoverschen Güter erbte, und Alois (1879–1969), Ministerialbeamter, zuletzt Sektionschef und im Ruhestand Leiter der welfischen Privatbibliothek des Gesamthauses Braunschweig-Lüneburg in Gmunden.

## Auszeichnungen
- k. u. k. Kämmerer (1864)
- Ehrenlegion, Ritter (4. Januar 1877)
- Takovo-Orden, Kommandeur (7. Januar 1884)
- Dannebrogorden, Großkreuz (11. Juni 1892)[8]
- Erlöser-Orden, Großkreuz (3. Januar 1893)
- Deutscher Orden, Ehrenritter (7. November 1895)[9]
- Titel Wirklicher Geheimer Rat (6. Februar 1896)[10]